# Procurador del Común
El procurador del Común es el nombre del defensor del pueblo autonómico de Castilla y León. Su misión es la defensa de los derechos fundamentales de los ciudadanos mediante la supervisión de la Administración y los demás poderes públicos cuando vulneren los derechos de los ciudadanos.
La Ley de las Cortes de Castilla y León 2/1994, de 9 de marzo, regula el funcionamiento básico del cargo.
Los procuradores autonómicos eligen al Procurador del Común en votación por mayoría de las tres quintas partes del Parlamento y por un período de cuatro años.

## Características
El primer procurador del Común fue Manuel B. García Álvarez, catedrático de Derecho constitucional de la Universidad de León. Fue elegido por unanimidad de las Cortes de Castilla y León en 1995, y renovado en su cargo en 2000. En el año 2005 García Álvarez se incorporó a su cátedra en la Universidad de León, siendo sustituido en el cargo por el fiscal de la Audiencia Provincial de León Javier Amoedo Conde, quien ocupó el cargo tras haber sido renovado en él desde 2012 hasta el 2018. Actualmente el procurador del Común es Tomás Quintana López, catedrático de Derecho Administrativo de la Universidad de León, quien tomó posesión de su cargo el día 23 de octubre de 2018.

## Sede
La sede del procurador del Común se encuentra en la ciudad de León. Tras haberse asentado durante años en la llamada "Casa del Peregrino", anexa al Convento de San Marcos, actualmente ocupa un edificio neorrenacentista ubicado en la C/ Sierra Pambley, 4, antigua sede del Banco de España y obra del arquitecto Manuel de Cárdenas.